# Tenebrae (película)
Tenebrae o Tenebre es una película italiana de las consideradas que corresponden al giallo, de 1982 y con guion y dirección de Dario Argento. La película está protagonizada por Anthony Franciosa como el autor estadounidense Peter Neal, quien – mientras se encuentra en Roma promocionando su última novela de misterio y asesinato – se ve envuelto en la búsqueda de un asesino en serie que podría haberse inspirado en su novela. John Saxon y Daria Nicolodi interpretan al agente y asistente de Neal, mientras que Giuliano Gemma y Carola Stagnaro aparecen como detectives que investigan los asesinatos. John Steiner, Veronica Lario y Mirella D'Angelo también aparecen en roles menores. La película ha sido descrita como una exploración de temas de dualismo y la aberración sexual, y tiene fuertes elementos metaficcionales; algunos comentaristas consideran que Tenebrae es una reacción directa de Argento a la crítica de su trabajo anterior, especialmente sus representaciones de asesinatos de mujeres hermosas.
Después de que Argento hubiera experimentado con el horror sobrenatural puro de Suspiria (1977) e Inferno (1980), Tenebrae representó el regreso del realizador al giallo, un subgénero de terror, que había ayudado a popularizar en los 70s. Argento se inspiró en una serie de incidentes en los que un fanático obsesionado llamó al director criticando los efectos psicológicos perjudiciales de su trabajo anterior. Las llamadas telefónicas culminaron en amenazas de muerte hacia Argento, quien canalizó la experiencia hacia la redacción de Tenebrae. El director también quería explorar la falta de sentido de los asesinatos que había presenciado y escuchado durante su estancia en Los Ángeles en 1980, y su sentimiento en ese momento de que el verdadero horror provenía de aquellos que querían «matar por nada».
Rodada en Roma y en Elios Studios, Tenebrae utilizó lugares y conjuntos de aspecto principalmente moderno para ayudar a Argento a darse cuenta de su intención de que la película refleje un futuro cercano con una población disminuida; el director no filmó ninguno de los hitos históricos que usualmente aparecen en películas ambientadas en Roma. Usando al director de fotografía Luciano Tovoli, Argento también pretendía que la película simulara la iluminación rígida y realista presentada en las series de televisión policiacas en ese momento; el diseñador de producción Giuseppe Bassa creó ambientes de apoyo fríos y austeros, con ángulos agudos y espacios modernistas. Varios exmiembros de la banda de rock italiana Goblin proporcionó la música de Tenebrae, un score pesado de sintetizador inspirada en la música rock y disco.
Tenebrae fue un éxito modesto en Italia; llegó a los teatros con poca controversia después de que Argento hizo cortes a una de las escenas más violentas. Sin embargo, en el Reino Unido, se agregó a la infame lista de «video nasties» y se prohibió su venta hasta 1999. La distribución en cines de la película en los Estados Unidos se retrasó hasta 1984, cuando fue estrenada en una versión fuertemente censurada bajo el título Unsane. Tras varios cortes, Tenebrae recibió una recepción crítica en su mayoría negativa, pero la versión original, completamente restaurada, más tarde se volvió ampliamente disponible para su revaluación; es considerado por algunos como uno de los mejores thrillers de Argento. El crítico de cine y autor Maitland McDonagh ha dicho que es «en muchos aspectos [...] la mejor película que Argento ha hecho».

## Argumento
Peter Neal (Anthony Franciosa), escritor estadounidense de novelas de terror violento, visita Italia para promocionar su último trabajo, Tenebrae. En Roma se le unen su asistente Anne (Daria Nicolodi) y su agente literario Bullmer (John Saxon). Sin que Neal lo supiera, su amargada novia, Jane (Veronica Lario), destrozó su maleta en el Aeropuerto Internacional John F. Kennedy y lo siguió hasta Roma. Horas antes de la llegada de Neal, una joven ladrona de tiendas, Elsa (Ania Pieroni), es asesinada con una navaja por un asaltante invisible. El detective Giermani (Giuliano Gemma) y la inspectora Altieri (Carola Stagnaro) interrogan a Neal debido a que la boca de Elsa estaba llena de páginas de Tenebrae. Neal recibe una carta anónima, considerada por Giermani como preludio de una ola de asesinatos inminente. También recibe una llamada del asesino desde una cabina telefónica cercana, pero cuando ambos agentes van a buscarlo, el asesino se ha ido.
La película está puntuada de aquí en adelante por visiones que atormentan a un hombre invisible. Implícito como flashbacks, muestran a una joven mujer coqueteando con varios jóvenes en una playa. Uno de ellos la abofetea y es perseguido por los otros que lo sujetan mientras ella lo patea y viola oralmente con unos zapatos rojos de tacón alto.
En el presente se producen más asesinatos y cartas, lo que confirma la predicción de Giermani. La periodista lesbiana y conocida de Neal, Tilde (Mirella D'Angelo), es asesinada en su casa, junto con su amante Marion (Mirella Banti). María (Lara Wendel), la hija del arrendador de Neal, también es asesinada después de tropezar con la guarida del asesino. El crítico literario de la televisión, Christiano Berti (John Steiner) muestra una intensa obsesión por el trabajo de Neal, así como un puritanismo fanático como el de las cartas del asesino. Tras esta corazonada, y el hecho de que el cuerpo de María fue encontrado en el distrito de Berti, Neal y su asistente Gianni espían a Berti, que está quemando fotos y archivos que lo identifican como el asesino. Pronto, el asesino aparece y le clava un hacha en la cabeza a Berti, Gianni es testigo de esto, pero no logra ver al asesino. Gianni escapa y encuentra a Neal inconsciente en el césped y huyen de la escena. Esa noche, Neal tiene relaciones sexuales con Anne, por primera vez en sus seis años de conocidos. En otro flashback, con una toma POV, se puede ver como el asesino (aparentemente un hombre) mata a la mujer de los tacos rojos.
A la mañana siguiente, Neal se dirige a la oficina de Bullmer para informarle que quiere irse de Roma pero este le pide que se quede. Después de abandonar la oficina, su prometida Jane sale de una habitación adyacente y se revela que es la amante de Bullmer. Giermani llama a Neal a la escena del crimen de Berti luego de encontrar dossieres que prueban la obsesión de Berti con él, pero desconoce la evidencia quemada. Por lo tanto, cree que el asesino sigue prófugo y se siente aliviado por la intención de Neal de abandonar Roma. Jane recibe un de regalo unos zapatos rojos como los que usa la mujer de los flashbacks. Bullmer es apuñalado hasta la muerte en una plaza pública mientras espera a Jane, que es testigo y huye. El avión de Neal parte hacia París esa noche.
Mientras tanto, Gianni está obsesionado por la importancia de lo que vio en la casa de Berti. Regresa allí y se da cuenta de que las últimas palabras autoinculpatorias de Berti (¡Si, yo los maté a todos!) implican dos asesinos. Antes de que Gianni pueda compartir este detalle con alguien, es ahorcado en su automóvil. Los detectives son informados por la mucama de Bullmer sobre su affaire con Jane. Una angustiada Jane llama a Anne para verse y espera en su cocina con una pistola pero un hacha rompe la ventana y le corta el brazo. La sangre se derrama sobre las paredes y Jane cae al suelo, donde varios golpes la rematan. La inspectora Altieri entra y también es asesinada, en ese momento se revela que Neal es el asesino. Neal cree que ha matado accidentalmente a Anne, pero Giermani y Anne llegan poco después. Sostenido a punta de pistola por Giermani, Neal confiesa tácitamente que mató a Berti y a todos los que lo siguieron, luego se corta el cuello.
Giermani informa el incidente desde la radio del auto y consuela a Anne. Una explicación final toma forma. Los flashbacks de asesinatos fueron de Neal. La ola de asesinatos sádicos de Berti había desbloqueado un recuerdo reprimido en Neal, a saber, el asesinato de la joven que lo había humillado cuando era joven en Rhode Island. El recuerdo aumentaba la sed de sangre previamente reprimida de Neal, volviéndolo loco. También alimentó su plan para eliminar a Jane y Bullmer, cuyo affaire él conocía, dando a entender que el asesino original había matado a Berti y aún estaba activo.
Giermani regresa al interior de la casa y es asesinado por Neal, quien había fingido su propia muerte. Neal espera a que Anne regrese y cuando abre la puerta, accidentalmente golpea una escultura de metal que empala y mata a Neal. La horrorizada Anne se para bajo la lluvia y grita repetidamente.

## Reparto
| Actor              |  | Rol                |
| ------------------ |  | ------------------ |
| Anthony Franciosa  |  | Peter Neal         |
| John Saxon         |  | Bullmer            |
| Daria Nicolodi     |  | Anne               |
| Giuliano Gemma     |  | Detective Giermani |
| Mirella D'Angelo   |  | Tilde              |
| John Steiner       |  | Christiano Berti   |
| Veronica Lario     |  | Jane McKerrow      |
| Christian Borromeo |  | Gianni             |
| Lara Wendel        |  | Maria Alboretto    |
| Ania Pieroni       |  | Elsa Manni         |
| Mirella Banti      |  | Marion             |
| Carola Stagnaro    |  | Detective Altieri  |

## Producción

### Fondo

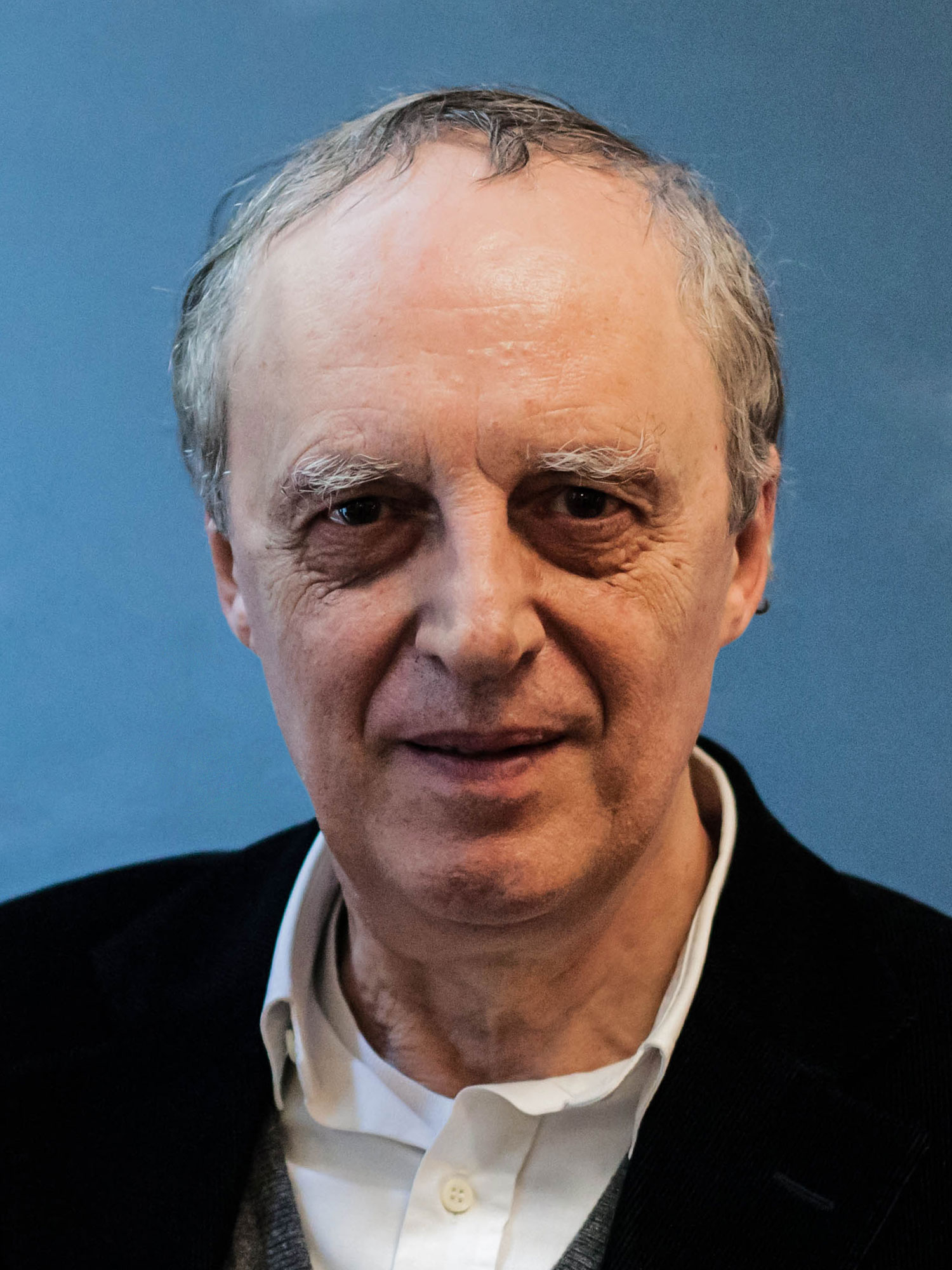
El director Dario Argento en 2014.

Después de completar Inferno (1980), el segundo en su trilogía de películas de terror sobrenaturales de Las tres madres, se esperaba que Argento pasara directamente a la producción de su capítulo final. La primera en la trilogía, Suspiria (1977), había convertido al director en lo que Alan Jones llamaba «una superestrella del terror», pero Inferno demostró ser un seguimiento difícil. Argento se había enfermado mientras escribía la película, y su mala salud continuó en la filmación. Además, la relación de Argento con el coproductor de Inferno, 20th Century Fox había amargado al director al director de la «política de Hollywood», por lo que cuando Inferno no fue bien recibido en el momento del lanzamiento, Argento puso la trilogía de  Las tres madres en espera. Inferno también fracasó comercialmente. Según James Gracey, Argento – bajo presión y sintiendo «la necesidad de desafiar una vez más las expectativas» – regresó al género giallo y comenzó a trabajar en Tenebrae. Argento declaró más tarde que quería «rodar una montaña rusa sangrienta llena de asesinatos rápidos y furiosos» y que él «no debería resistirse a lo que [su] audiencia hardcore quería». Añadió que también se había irritado que en los años transcurridos desde su último giallo tantos otros directores habían hecho películas derivadas de – e inferior a – sus propios trabajos que definen el género.
Argento dijo que Tenebrae fue influenciado directamente por dos incidentes angustiantes que ocurrieron en 1980. En un descanso del cine después de sorprendente éxito con Suspiria, Argento pasaba el tiempo en Los Ángeles, donde un fanático obsesionado lo llamó repetidamente, para hablar sobre la influencia de Suspiria en él. Según Argento, las llamadas comenzaron de manera bastante agradable, pero al poco tiempo se hicieron más insistentes y eventualmente amenazantes. El fan afirmó que quería «perjudicar a Argento de una manera que reflejaba lo mucho que lo había afectado el trabajo del director», y eso porque el director había «arruinado su vida», él a su vez quería arruinar Argento. Aunque no hubo violencia por la amenaza, Argento dijo que la experiencia le resultó comprensiblemente aterradora, y me sentía incapaz de escribir. Por consejo de sus productores, Argento huyó a la ciudad costera de Santa Mónica, donde se sintió lo suficientemente seguro como para reanudar la redacción. Sin embargo, después de unas pocas semanas, el fanático encontró a Argento y reanudó sus llamadas, emitiendo más amenazas. El director decidió regresar a Italia. Argento sintió que la creciente naturaleza de las amenazas del fanático era «característico de esa ciudad de sueños rotos» con su «acosadores de celebridades y crímenes sin sentido». El segundo incidente ocurrió durante la estancia de Argento en The Beverly Hilton, donde un turista japonés fue asesinado a tiros en el lobby del hotel. Más tarde, al oír hablar de un tiroteo desde fuera de un cine local, Argento reflexionó sobre la falta de sentido de los asesinatos: «Matar por nada, ese es el verdadero horror de hoy [...] cuando ese gesto no tiene ningún significado, es completamente repugnante, y ese es el tipo de ambiente que quería transmitir Tenebrae».

### Proceso del reparto
Argento ofreció el papel principal de Peter Neal a Christopher Walken, pero finalmente fue a Anthony Franciosa. Kim Newman sintió que la elección de Franciosa fue afortunado, ya que era capaz de aportar más al papel de lo que el guion le pedía. También creía que si Walken hubiera sido elegido, habría sido más obvio que él era el asesino. De acuerdo con Jones y Daria Nicolodi, la relación entre Franciosa y Argento fue desastrosa. Además, Nicolodi y Argento estaban involucrados románticamente en ese momento, pero su relación había sufrido por un crédito de historia en disputa durante el rodaje de Suspiria. Nicolodi por lo tanto solo aceptó una breve aparición en Tenebrae. Por su propia cuenta, ella originalmente pidió el pequeño papel de Jane McKerrow-que finalmente fue para Veronica Lario. Nicolodi fue, según Alan Jones, elegida como la mujer en la playa en el flashback de Neal. Por el contrario, Thomas Rostock afirma que Nicolodi nunca fue destinado para ese papel, solo el de Jane. La actriz transgénero Eva Robin's fue contratada más tarde para interpretar a la mujer en la playa.

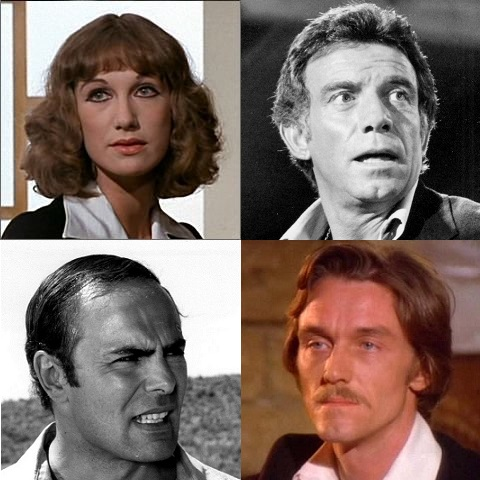
Daria Nicolodi, Anthony Franciosa, John Saxon y John Steiner.

Cuando la actriz estadounidense que había sido contratada para interpretar a Anne se retiró justo antes del inicio del rodaje, Argento convenció a Nicolodi para que asumiera este papel más importante. Nicolodi descubrió que Anne tenía una personalidad diferente a la suya, y prefería mucho a los personajes que había interpretado para Argento anteriormente, ya que dijo que tenía mucha más personalidad que Anne. Ella dijo que el papel requería poca energía o imaginación, pero le gustaba la novedad de no ser un asesino ni una víctima. Newman y Alan Jones estuvieron de acuerdo en que Nicolodi tenía muy poco personaje para interpretar, como está escrito. Newman agregó que esta falta de carácter se extendió a todos los italianos en la película, y que solo los personajes estadounidenses tenían personalidades discernibles. Más tarde, Nicolodi afirmó que, aunque la filmación comenzó bastante bien, Argento se enojó cuando ella y Franciosa se unieron al dramaturgo Tennessee Williams y su experiencia en teatro, lo que llevó al director a asegurarse de que sus escenas compartidas «fueron una dura prueba». La atmósfera cargada culminó con Argento, según se informa, diciendo Franciosa, «¡deja a mi mujer en paz!». Nicolodi dijo que canalizó sus frustraciones con la situación en la última escena de su personaje en la película, donde Anne se para en la lluvia y grita repetidamente, continuando con los créditos finales de la película. Se le había ordenado que gritara solo un poco, pero sabiendo que era el último día de filmación y su última escena, Nicolodi gritó en voz alta y durante mucho tiempo, para sorpresa de Argento y el equipo. Nicolodi dijo que la escena fue su «liberación catártica de toda la pesadilla».

### Rodaje

#### Escena de la grúa
Gracey se refiere a la cinematografía de la película como «nada menos que sorprendente», y cita un ejemplo particular que destaca la «pasión por la destreza técnica y las imágenes impresionantes» de Argento. Influenciado por la penúltima escena de Antonioni en The Passenger (1975), en la que Tovoli también había sido el director de fotografía, una de las principales escenas de gran efecto dramático de Tenebrae es el asesinato de la pareja de lesbianas. Para presentar la escena, Argento y Tovoli emplearon el uso de una grúa Louma para filmar un tiro de seguimiento de varios minutos. Debido a su longitud extrema, la toma de seguimiento terminó siendo la parte más difícil y compleja de la producción para completar. Se requería la construcción de un laberinto de andamios alrededor del exterior de la casa. Argento capturó todas las imágenes que necesitaba en dos tomas, pero insistió en filmar diez más. La escena, que dura dos minutos y medio en pantalla, tardó tres días en rodarse. Fue la primera vez que se usó la grúa Louma en una producción italiana; la grúa tenía que ser importada de Francia. Según Gracey, la cámara realiza «gimnasia aérea», escalando la casa de las víctimas en «una toma sin grietas, navegando paredes, techos y mirando a través de las ventanas, en una pieza fija que expone sin esfuerzo la penetrabilidad de un aparentemente seguro casa». y Jones dijeron que aunque este tipo de toma con grúa se convirtió en algo común más tarde, en ese momento era «verdaderamente innovador» en la forma en que la cámara aparentemente se arrastraba por las paredes y subía al edificio – no desde el punto de vista del asesino. Patrick McAllister de Scifilm dijo que la secuencia debería considerarse «uno de los momentos más memorables del cine». Según McAllister, el distribuidor de Tenebrae le rogó a Argento que cortara la escena porque «no tenía sentido». Newman y Jones estuvieron de acuerdo en que la escena no agregó nada a la trama de la película, pero lo calificó de «sin sentido pero brillante».

### Título
Algunos materiales publicitarios europeos para la película, incluidos pósteres, publicitaron la película como Tenebre, y el lanzamiento de DVD de 1999 de Anchor Bay usa ese mismo título. Sin embargo, en la propia impresión, durante los créditos de apertura, el título es claramente Tenebrae. Además, el título del último libro de Neal en la película se muestra en primer plano como Tenebrae. En una larga entrevista con Argento realizada por Martin Coxhead que apareció en dos números de Fangoria En 1983 y 1984, el título siempre fue referido como «Tenebrae». Al principio de la producción, la película fue referida como Under the Eyes of the Assassin, que más tarde fue utilizado como uno de los lemas del póster. En Japón, la película fue estrenada como Shadows, y en Estados Unidos se titulaba Unsane en su inicial – pero muy editado – reestreno.

## Banda sonora
La banda de rock italiana Goblin proporcionó los scores de dos de las películas anteriores de Argento, Deep Red (1975) y Suspiria (1977), pero el director contrató al compositor inglés Keith Emerson para su incursión fuera del subgénero giallo,  Inferno (1980). Goblin se había disuelto ese año, pero en 1982 Argento le pidió a tres de los antiguos miembros de la banda – Claudio Simonetti, Fabio Pignatelli y Massimo Morante – que trabajaran en Tenebrae. Debido a su historia juntos, Simonetti consideró apropiado que el regreso de Argento a las películas giallo utilizando a los miembros principales de Goblin.   Se nombraron «Simonetti-Pignatelli-Morante», ya que el antiguo baterista de Goblin poseía los derechos para usar el nombre de la banda.
El score de Tenebrae es muy diferente a los que la banda había producido para Argento anteriormente. A principios de la década de 1980, Simonetti había experimentado con la música dance, y decidió un sonido más electrónico para Tenebrae. Simonetti describió el score como una mezcla entre electrónica/rock, con el tema principal incluyendo elementos disco. Así que no sería difícil acomodar la preferencia de Argento para tomas largas, Simonetti, Pignatelli y Morante se aseguraron de tocar cada canción para 3–4 minutos. Al grabar el score, Simonetti usó los sintetizadores Roland Jupiter-8, Roland Vocoder Plus y Minimoog, así como un piano, un piano eléctrico y las cajas de ritmos Oberheim DMX y Roland TR-808, y el secuenciador de música Roland MC-4. Pignatelli tocó el bajo y la guitarra fretless, mientras que Morante tocó la guitarra eléctrica y acústica.
Si bien la banda sonora no se considera tan buena como los scores anteriores de Goblin para Deep Red, Suspiria, o Dawn of the Dead (1978), Tim Lucas sintió que «... se fusionó con el tejido de la imagen que podría denominarse Tenebrae ... un giallo musicale; es decir, un giallo en el que la banda sonora trasciende al mero acompañamiento para ocupar el mismo plano que la acción y los personajes». Los guionistas David Kerekes y David Slater también fueron favorables al score; escribiendo que la película «está repleto de imágenes fascinantes y un increíble score musical de los ex miembros de Goblin». Simonetti sintió que el score era bueno, pero que solo fue un éxito de nivel «medio». Sin embargo, disfrutó de una segunda ola de popularidad remezclada en clubes. El álbum ha tenido varias reediciones en numerosos países desde su lanzamiento original en 1982 con el sello italiano Cinevox.

## Lanzamiento

### Recepción original y censura
Tenebrae tuvo un amplio estreno  en cines en toda Italia y en Europa continental, algo que el director necesitaba mucho después de haber sufrido importantes problemas de distribución con su película anterior, Inferno. Estrenado el 28 de octubre de 1982, Tenebrae tuvo un éxito modesto en la taquilla en Italia y Europa, pero no tuvo tan buen desempeño como algunas de las películas anteriores de Argento. En Italia, Tenebrae había sido lanzado con una calificación de VM18, lo que significa que no puede ser visto legalmente por personas menores de dieciocho años. Argento había deseado una calificación de VM14, tanto para atraer a un público más joven como para aumentar las posibilidades de éxito comercial de la película. Tenebrae presenta escenas de homosexualidad femenina; las actitudes hacia la homosexualidad en Italia eran bastante conservadoras en ese momento, y Argento dijo que quería «relatar este tema libremente y de manera abierta, sin interferencias ni vergüenza». La calificación de VM18 lo disgustó, ya que creía que era un resultado de la diversidad sexual en exhibición en lugar de la violencia de la película.
Una de las escenas más excesivamente violentas de la película muestra la muerte de la exesposa de Neal, Jane (interpretada por Veronica Lario). Esta escena fue la que más sufrió los cortes cuando la película se estrenó en Italia. La escena original mostraba el brazo de Jane cortado en el codo; salpicando sangre de la herida en las paredes blancas hasta que el personaje cae al suelo. Después de un intercambio entre Argento y los censores italianos (en ese momento un panel de jueces), la escena se recortó primero para que no se viera una salpicadura «inmensa» a uno pequeño, y luego uno más pequeño. La escena se redujo a casi nada en la década de los '90s, cuando Lario se casó con el futuro primer ministro italiano Silvio Berlusconi. Según Alan Jones, Berlusconi «no quería que el público viera a [Lario] tan explícitamente asesinada, incluso si estaba en una película del principal experto en horror de su país». Durante algunos años, fue imposible ver la película en Italia legalmente, ya que las impresiones se retiraron por completo. Un lanzamiento posterior en DVD llegó a estar disponible, con la escena restaurada.
Promediando un asesinato cada diez minutos, Tenebrae se clasifica como una de las películas más sangrientas de Argento. En el Reino Unido, la película fue despojada de cinco segundos de «violencia sexualizada» por la British Board of Film Classification Antes de su estreno en cines, el 19 de mayo de 1983. La campaña publicitaria para Tenebrae presentó pósteres y la portada de la banda sonora que representa a una mujer con el cuello cortado, sangre goteando de la herida. Según Jones, quien trabajó para el distribuidor de Tenebrae en ese momento, en el Reino Unido, los pósteres debían ser retirados después de la London Underground se negó a mostrarlos. Se emitieron nuevos carteles que reemplazaron la imagen de la herida y la sangre con una cinta roja. Se hizo un cambio similar a la portada de la banda sonora.
En los Estados Unidos, la película permaneció invisible hasta 1984, cuando Bedford Entertainment lanzó brevemente una versión muy editada con el título Unsane. Era aproximadamente diez minutos más corto que el lanzamiento en Europa y faltaba casi toda la violencia de la película, lo que efectivamente hizo que las numerosas secuencias de horror fueran incomprensibles. Además, ciertas escenas que establecieron a los personajes y sus relaciones fueron eliminadas, haciendo que la narrativa de la película sea difícil de seguir. Esta versión de Tenebrae recibió críticas casi unánimes negativas.

## Legado
Llegando al final de la cola del ciclo giallo, Tenebrae no parece haber sido tan influyente como las películas anteriores de Argento. Douglas E. Winter, sin embargo, ha comentado que la secuencia de la grúa Louma de Tenebrae ha sido estilísticamente influyente, apuntando a su uso en la película de Brian De Palma The Untouchables (1987). Además, hacia el final de la película, con Neal supuestamente muerto, la cámara se enfrenta directamente al detective Giermani. Cuando se agacha para recoger alguna evidencia del suelo, se revela que Neal está detrás de él, con sus siluetas perfectamente combinadas en la toma. Alan Jones citó Tenebrae como la primera película en utilizar este tipo específico de una puesta en escena, y cree que ha sido copiado y referenciado deliberadamente por cineastas posteriores. Uno de esos ejemplos, discutido como un «robo» no reconocido de Tenebrae, es la «revelación sorpresa» de De Palma con John Lithgow parado detrás de una víctima en Raising Cain (1992). La película de Robert Zemeckis What Lies Beneath (2000) también contiene un momento similar, aunque Zemeckis ha negado una familiaridad con las películas italianas.
La escena final de la muerte en Tenebrae – donde Neal es empalado accidentalmente por una escultura – se menciona directamente en la película de misterio y asesinato de Kenneth Branagh Dead Again (1991). Kim Newman sostiene que la película de Branagh imita la secuencia tan completamente – con Derek Jacobi siendo atravesado por la escultura – que Branagh debe haber incluido la referencia deliberadamente. El momento posterior, donde Nicolodi grita repetidamente bajo la lluvia, fue citado por Asia Argento (la hija de Nicolodi con Dario Argento) como el momento que la inspiró a convertirse en actriz.